# Rudolf Beutler
Rudolf Beutler (* 28. April 1911 in Ortelsburg; † 7. September 1975 in München) war ein deutscher Klassischer Philologe.

## Leben
Rudolf Beutler, der Sohn des Volksschulrektors Carl Beutler, studierte Klassische Philologie an der Universität Königsberg. Am meisten prägte ihn Willy Theiler, mit dem Beutler auch nach seinem Studium zusammenarbeitete. 1933 verbrachte er ein Semester als Stipendiat an der Berliner Universität. 1935 wurde er in Königsberg mit einer Dissertation zu Minucius Felix zum Dr. phil. promoviert. Die Referenten waren Willy Theiler und Walter F. Otto.
Von Oktober 1936 bis April 1938 arbeitete Beutler beim Thesaurus Linguae Latinae in München, wo er Artikel für die Bände V,2 und VIII verfasste. Nach einem Jahr als Lehrbeauftragter für Klassische Philologie wurde er 1939 zum Assistenten am philologischen Seminar der Universität München ernannt.
Während des Zweiten Weltkriegs war Beutler bei der Artillerie in den Niederlanden und in Italien eingesetzt. Von Mai bis August 1945 war er in italienischer Kriegsgefangenschaft; anschließend war er bis Januar 1946 bei einer „Holzbeschaffungsaktion“ eingesetzt und gab Englischunterricht.
Von 1948 bis 1952 arbeitete Beutler als Lehrbeauftragter an der Philosophisch-theologischen Hochschule Regensburg. 1950 begann er sein Referendariat in München, 1951 legte er die Assessorprüfung ab und ab 1952 arbeitete er am Karls-Gymnasium in München-Pasing.
In seiner wissenschaftlichen Arbeit beschäftigte sich Beutler mit der griechischen Philosophie, besonders mit dem Platonismus. Gemeinsam mit seinem Doktorvater Willy Theiler übernahm er 1957 die Gesamtübersetzung der Schriften Plotins, die Richard Harder begonnen hatte. Gemeinsam brachten sie das umfangreiche Unternehmen 1971 zu Ende.
Darüber hinaus veröffentlichte Beutler Schulausgaben und Übersetzungen verschiedener griechischer Autoren, insbesondere in seiner Reihe Das Wort der Antike.